# Eubie Blake

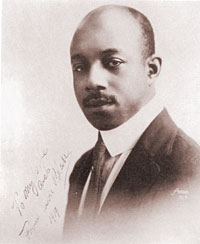
Porträt des Musikers

James Hubert „Eubie“ Blake (* 7. Februar 1887 in Baltimore, Maryland; † 12. Februar 1983 in New York City, New York) war ein amerikanischer Jazz-Pianist und -Komponist mit nachhaltigem Einfluss auf die Entwicklung des Ragtime und des frühen Jazz.

## Leben
Blake wurde am 7. Februar 1887 als James Hubert Blake in Baltimore, Maryland, geboren. Seine Eltern, Emily „Emma“ Johnstone (1861–1927) und John Sumner Blake (1838–1917), waren freigelassene Sklaven. Er hatte sieben Geschwister, die alle als Kinder starben. Sein Vater John Blake arbeitete als Hafenarbeiter und Lastenträger.
Blakes musikalische Ausbildung begann, als er vier oder fünf Jahre alt war. Als er zum Einkaufen mit seiner Mutter unterwegs war, kletterte er in einem Musikladen auf die Bank einer Orgel und „trödelte“ auf der Tastatur herum. Als ihn seine Mutter fand, sagte der Ladenbesitzer zu ihr: „Das Kind ist ein Genie! Es wäre kriminell, ihn an der Entwicklung eines solchen gottgegebenen Talentes zu hindern.“
Die Blakes kauften für 75 Dollar ein Harmonium, mit einer Abzahlung von 25 Cents in der Woche. Als er sieben Jahre alt war, erhielt er Orgelunterricht von Margaret Marshall, einer Nachbarstochter und Organistin an der Methodistenkirche. Im Alter von 15 spielte er – ohne das Wissen seiner Eltern – Klavier in einem Bordell.
Im Juli 1910 heiratete Blake Avis Elizabeth Cecelia Lee (1881–1938); den Heiratsantrag machte er ihr in einem Mietwagen mit Chauffeur. Blake und Lee kannten sich seit etwa 1895 aus der Grundschule in Baltimore. Nach der Hochzeit zog das Paar nach Atlantic City, New Jersey, wo Blake im „Boathouse Nightclub“ arbeitete. 1938 wurde bei Avis Blake Tuberkulose diagnostiziert, sie starb im gleichen Jahr im Alter von 58 Jahren.

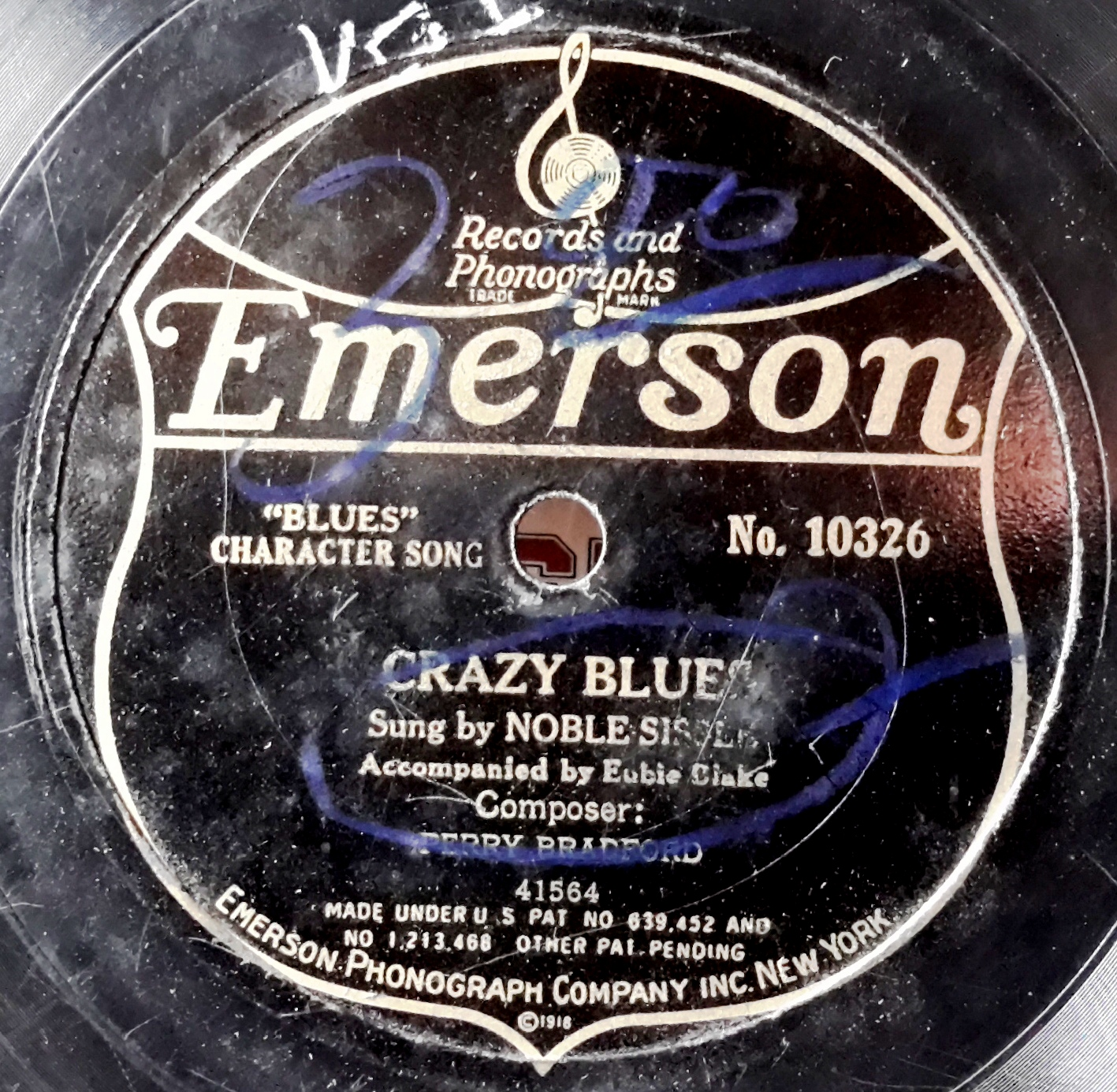
Schallplatte von Eubie Blake zusammen mit Noble Sissle

Erste Ragtime-Kompositionen Blakes wurden im Verlag J.W. Stern veröffentlicht und er ließ sich nach dem Schillinger-System (siehe auch: Joseph Schillinger) ausbilden. Nach einem Sieg in einem großen Pianisten-Wettbewerb wurde er überregional bekannt und kam mit vielen wichtigen Musikern seiner Zeit zusammen. Der erste war 1915 der Sänger Noble Sissle, mit dem er das Dixie Duo bildete und Kompositionen wie „I'm Just Wild about Harry“ schuf, von dem er neben einer Ragtime-Version auch eine Walzer-Version schuf. Mit Sissle zog er nach New York und arbeitete mit vielen Künstlern. In den 1920er Jahren waren seine Kompositionen teils so erfolgreich, dass sie von drei gleichzeitig tourenden Ensembles in den USA verbreitet wurden. 1921 gelang ihm sein einziger Charterfolg in den Hitparaden; sein mit Noble Sissle zusammen für ihre musikalische Revue Shuffle Along von 1921 komponierter Song „Bandana Days“, ein nostalgisches Lied über die halstuchtragende ländliche Vorfahren-Generation, erreichte Platz 8 der Hitparade.
1923 entstanden Tonfilmaufnahmen (Noble Sissle and Eubie Blake Sing Snappy Songs); 1924 folgte eine weitere mit Sissle erarbeitete Musik-Show, Chocolate Dandies, sowie 1926 eine Tournee durch England, und 1927 trat er mit einem eigenen Orchester in Paris auf, wo er sich für einige Zeit aufhielt. 1932 spielte er mit seinem Orchester Filmmusik zu Harlem is Heaven ein, einem Tanzfilm mit Bill „Bojangles“ Robinson. Danach folgten neue Versionen von Shuffle Along und sein Einsatz als musikalischer Leiter von USO Shows im Zweiten Weltkrieg sowie die Verwendung von I'm Just Wild About Harry als Wahlkampfsong für Harry S. Truman. Bisweilen war er als Kirchenmusiker aktiv. Ab 1948 trat er auch wieder im Duo mit Sissle auf; 1959 spielte er das Album The Wizard Of The Ragtime Piano ein. 1965 wurde er von Organisationen wie der ASCAP geehrt für 50 Jahre musikalische Unterhaltung.
1969 erlebte er ein beeindruckendes Comeback und veröffentlichte drei neue, von John Hammond produzierte Schallplatten, bevor er 1972 eine eigene Plattenfirma gründete. 1973 trat er beim Newport Jazz Festival, den Berliner Jazztagen und anderen wichtigen europäischen Jazz-Festivals auf. 1974 hörte man ihn gemeinsam mit Benny Goodman in der Carnegie Hall, zu seinem – vermeintlichen – 95. Geburtstag wurde er mit landesweit übertragenen Fernseh-Shows geehrt. Bei den Veranstaltungen zu seinem – wiederum vermeintlichen – 100. Geburtstag war er allerdings bereits so schwer erkrankt, dass er die Ehrungen am Bildschirm im Krankenhaus verfolgen musste. In der von CBS Records auf Platte dokumentierten Großveranstaltung A Keyboard Event trat Blake 1981 in Los Angeles gemeinsam mit jüngeren Kollegen wie Herbie Hancock und George Duke auf.
Eubie Blake starb im Alter von 96 Jahren am 12. Februar 1983 in Brooklyn, New York. Er wurde auf dem Friedhof von Cypress Hills in Brooklyn, New York, begraben.

### Geburtsjahr/Alter
In späteren Jahren gab Blake sein Geburtsjahr mit 1883 an. Folglich feierte er seinen 100. Geburtstag im Jahre 1983. Die meisten Quellen einschließlich früherer Auflagen der Encyclopædia Britannica geben sein Geburtsjahr fehlerhaft mit 1883 an. Amtliche Dokumente weisen jedoch den 7. Februar 1887 als seinen Geburtstag aus. Dies schließt die Volkszählung von 1900 ein, seine Registrierung zum Ersten Weltkrieg 1917, seinen Antrag von 1920 für einen Reisepass und die Anmeldung zur Sozialversicherung von 1936. Der australische Rechtsanwalt, Pianist und Jazz-Historiker Peter Hanley schreibt: „In der finalen Analyse jedoch kann die Tatsache, dass er statt 100 Jahren nur 96 Jahre alt wurde, nicht von seinem außerordentlichen Erfolg ablenken. Er wird immer einer der besten populären Komponisten und Stückeschreiber seiner Zeit bleiben.“ Blake selbst äußerte sich über sein Alter wie folgt: „Wenn ich gewusst hätte, dass ich so alt werde, hätte ich besser auf mich aufgepasst.“

## Musik
Eubie Blake behauptete, dass die Melodie des Charleston Rag von ihm stamme; sie sei ihm 1899 – also im Alter von 12 Jahren – eingefallen. Er brachte diesen Rag jedoch erst 1915 zu Papier, als er gelernt hatte, Noten zu schreiben. Gemeinsam mit seinem langjährigen musikalischen Partner, dem Sänger Noble Sissle, schrieb er 1921 das Broadway-Musical Shuffle Along. Es war das erste Broadway-Musical, das von Afroamerikanern geschrieben und in der Aufführung geleitet wurde. Die Sängerin und Tänzerin Josephine Baker hatte die Hauptrolle. Blakes Komposition Memories of You gehörte lange zu den Jazzstandards der Swing-Ära. 1979 kam am Broadway die Revue Eubie! mit einer Reihe seiner bekanntesten Titel heraus (die Premiere an der Westküste folgte 1980).
Ausgeprägt war sein Stil mit dezimenweiten Akkorden, der sich auch in seinen Kompositionen niederschlug. Er verfügte über außergewöhnlich große Hände und war in der Lage, Intervalle bis zu einer Duodezime zu greifen. Seine solchermaßen schwierig zu spielenden klassischen Ragtimekompositionen für Klavier gehören zu den schönsten Rags, z. B. Eubie’s Classical Rag.
Eubie Blake war im Alter ein wichtiger und geistreicher Zeitzeuge der Entwicklungen des Jazz zu Beginn des 20. Jahrhunderts. Als man ihn einmal nach seiner Meinung befragte, welcher der vielen Jazz-Stile ihm denn am besten gefalle, grinste er und antwortete: „It’s all Ragtime.“
Blake war in der Lage, eine klassische Komposition (z. B. von Bach oder Beethoven) „normal“ anzuspielen, sie dann unmerklich zu synkopieren und in den Rhythmus des Ragtime überzuleiten. Er setzte sein Klavierspiel und die Schallplattenaufnahmen fort, bis kurz vor dem Tag, von dem jeder dachte, es sei sein 100. Geburtstag.

## Kompositionen (Auswahl)
- Bandana Days
- Charleston Rag
- Love Will Find A Way
- Memories of You (gemeinsam mit Andy Razaf)
- I’m Just Wild about Harry

## Ehrungen
1980 verlieh ihm die Fisk University die Ehrendoktorwürde. 1981 erhielt Blake die Presidential Medal of Freedom.
Postum wurde Blake 1995 mit einer Briefmarke der Post der Vereinigten Staaten geehrt. Die „James Hubert Blake High School“ in Silver Spring, Maryland, wurde 1998 nach ihm benannt. Er wurde in die Ruhmeshalle des Amerikanischen Theaters („American Theatre Hall of Fame“) aufgenommen.
Eubie Blake war ein Mitglied im Bund der Freimaurer, seine Loge Medina Lodge No. 19 ist unter der Prince Hall Großloge konstituiert.